# Opel Rekord
Opel Rekord («Опель Рекорд») — західнонімецький автомобіль середнього класу (Клас E), що випускався підрозділом корпорації GM Opel з 1957 по 1986 рік.
У модельному ряду він займав проміжне положення — між малолітражною моделлю Opel Kadett (з 1962) і великим Opel Kapitän, пізніше — Opel Admiral, Opel Diplomat та Opel Senator.
З 1953 по 1957 рік існувала модифікація автомобіля Opel Olympia — Opel Olympia Rekord.
Для зручності викладу використані внутрішньозаводські індекси (PI, PII, A, і т. д.), які нині є загальноприйнятими для позначення різних поколінь моделі Rekord.

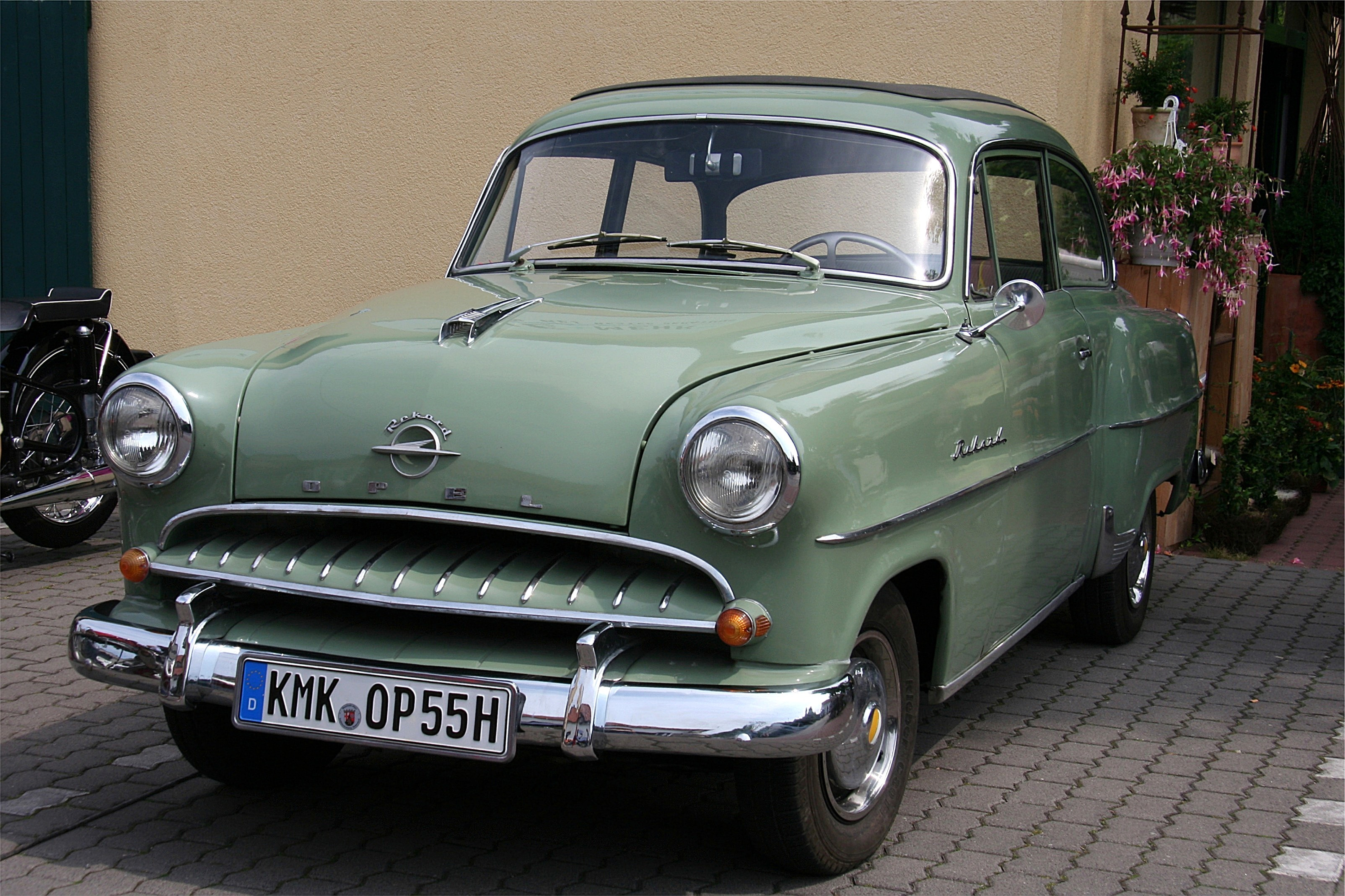
Opel Olympia Rekord (1953-1957)
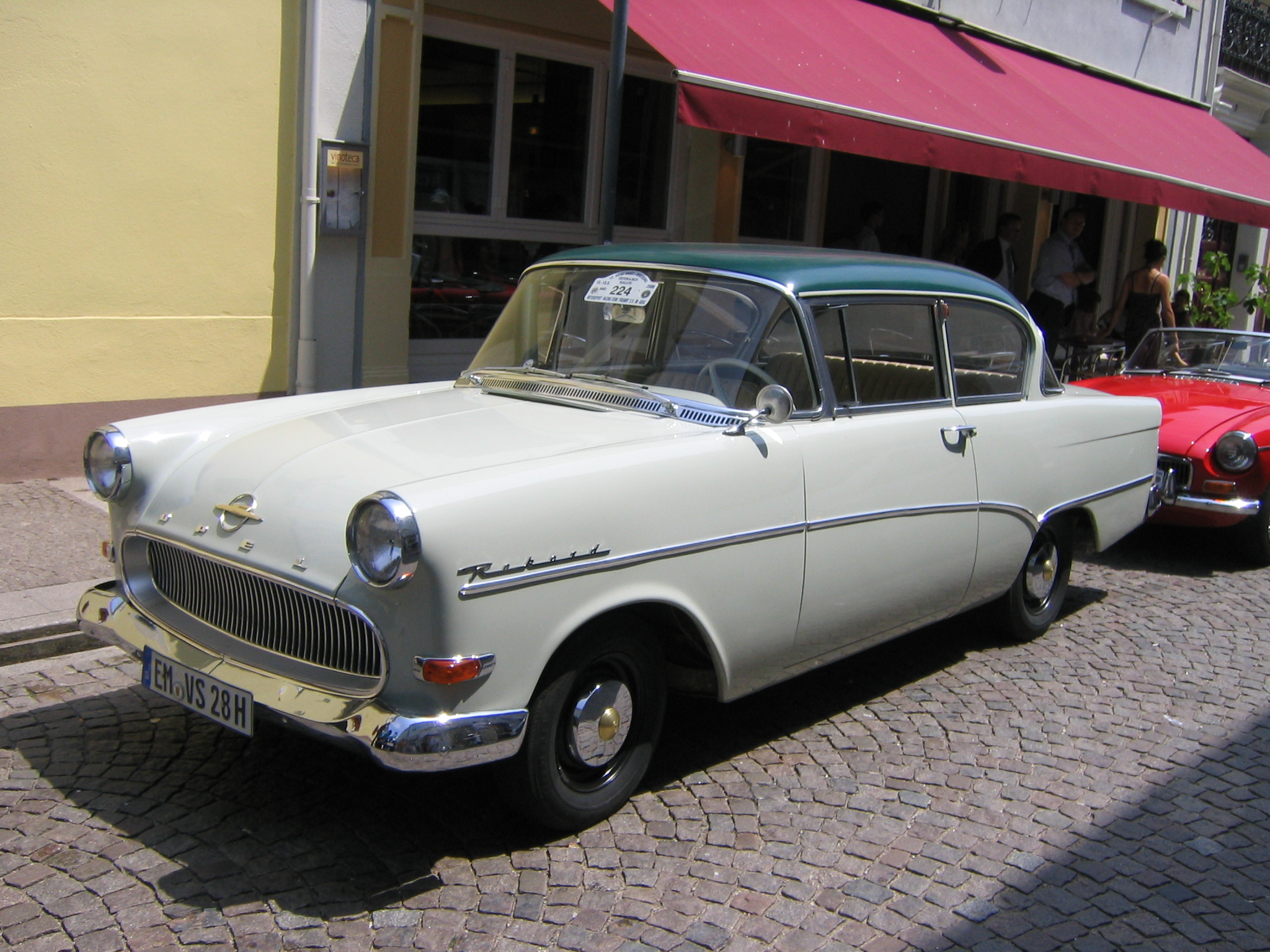
Opel Rekord P1 (1957-1960)
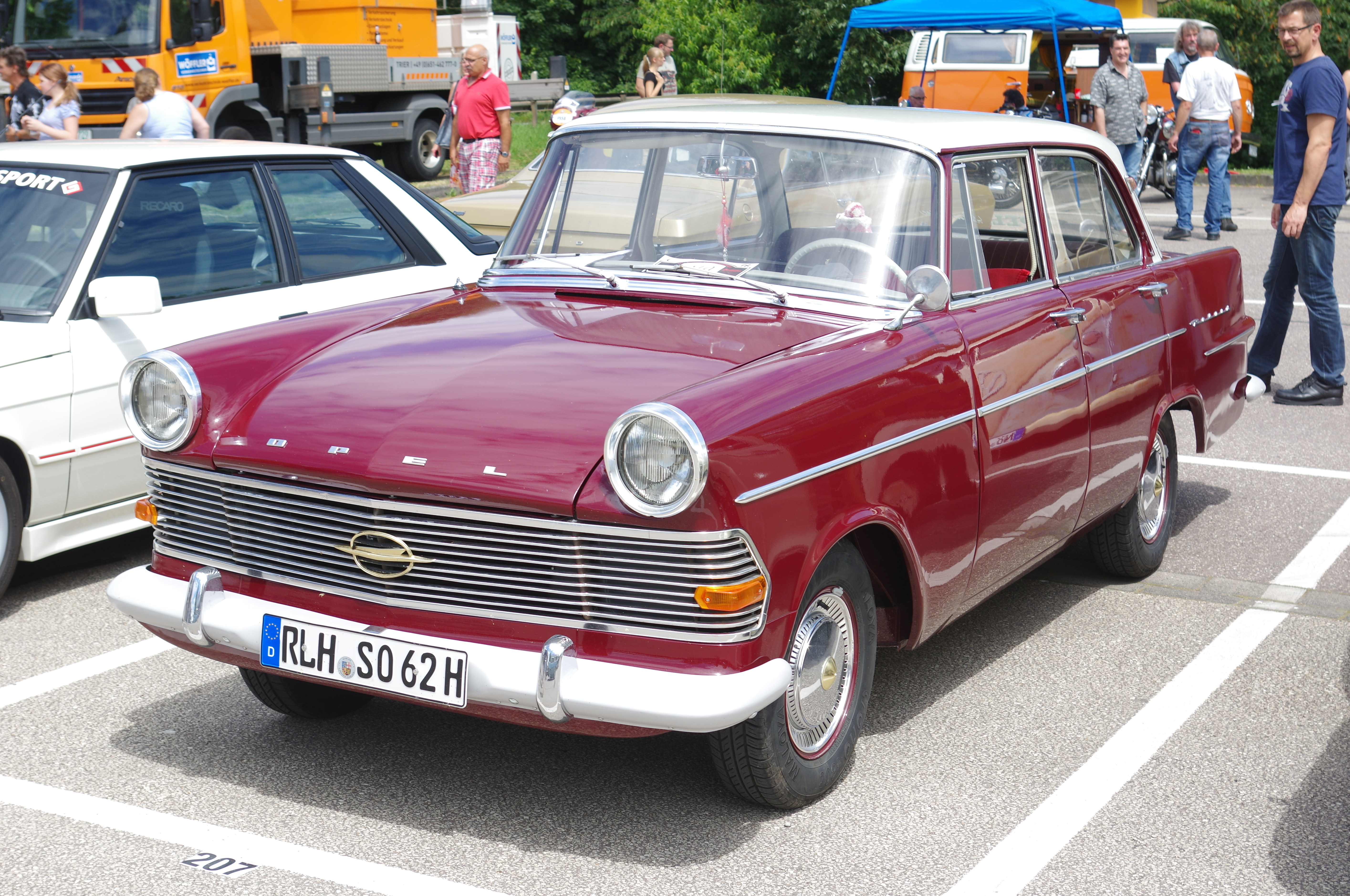
Opel Rekord P2 (1960-1963)

## Rekord A (1963-1965)

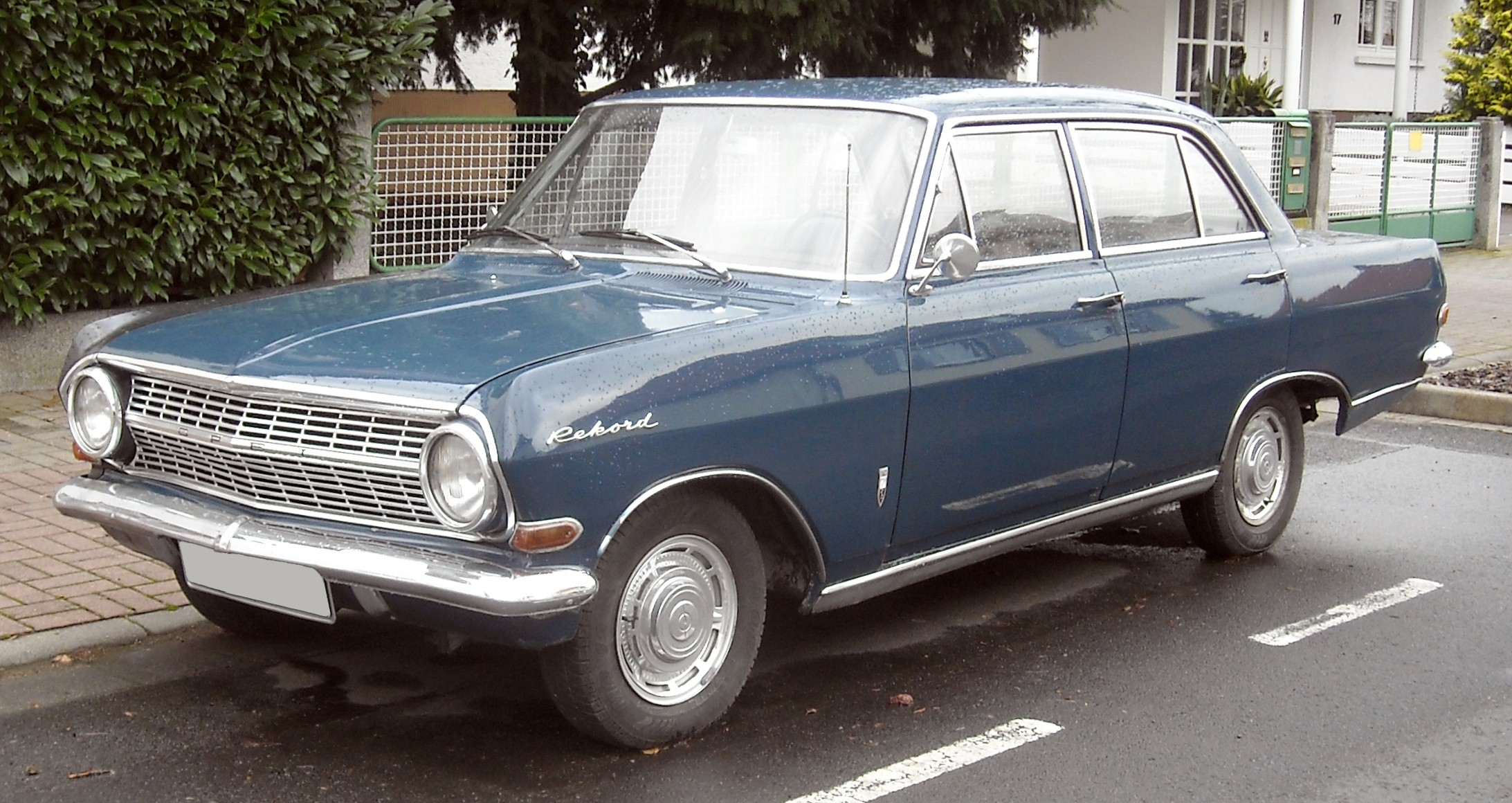
Opel Rekord A (1963-1965)

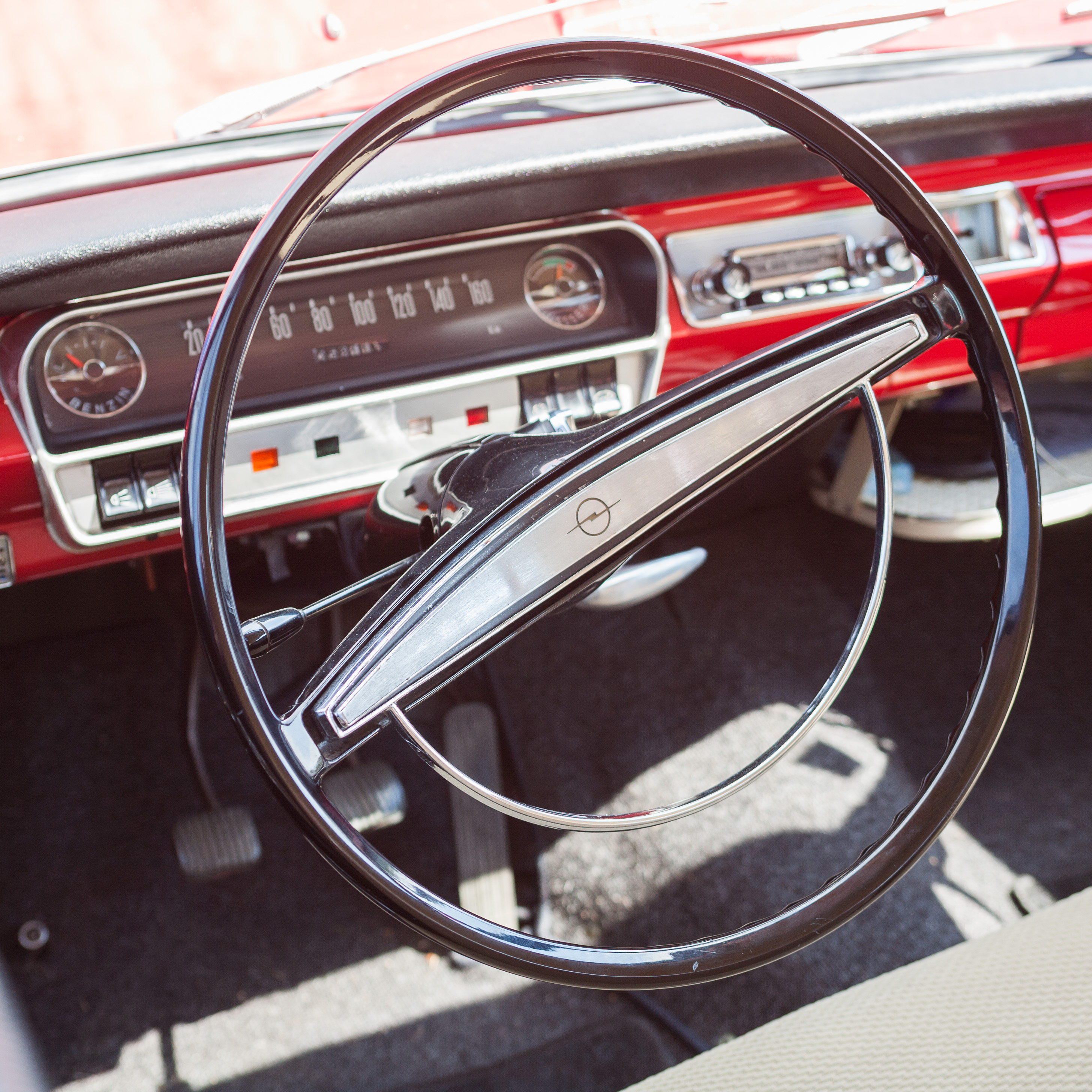

Третє покоління з механіки повторювало попереднє, але мало повністю новий кузов, дизайн якого був розроблений на основі новітньої американської моделі GM — Chevrolet Chevy II (у серії з 1962 року).
Лінійка кузовів включала двох- і чотиридверний седан, двухдверниє універсал, фургон і купе.
Двигуни встановлювалися як чотирициліндрові (1500-1488 см³, 55 к.с.; 1700 S — 1680 см³, 60 або 67 к.с.), так і — з березня 1964 року — рядний шестициліндровий (2600-2605 см³, 100 к.с.), запозичений у моделі більш високого класу Opel Kapitan.
Ціна у ФРН становила від 6,830 до 9,370 марок; як опції пропонувалися: передні дискові гальма: +DM 200; чотиришвидкісна МКПП з підлоговим важелем: +DM 180. Було випущено 885,292 примірників.
Крім того, кузовне ательє Karl Deutsch з Кельна в дуже невеликих кількостях виготовляло кабріолети з двигунами 1700 S або 2600, коштували вони відповідно 11,765 і 13,060 марок.

## Rekord B (1965-1966)

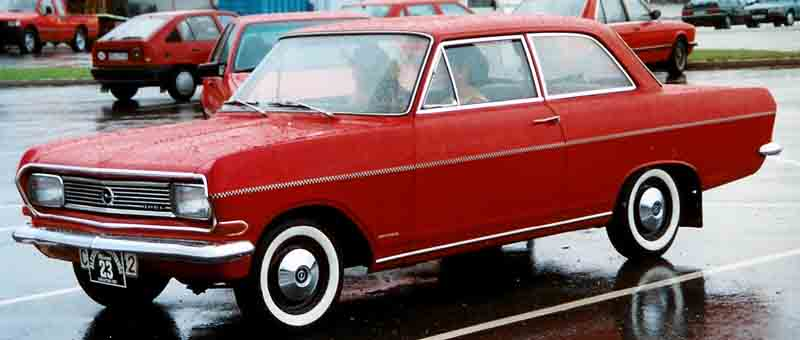
Opel Rekord B (1965-1966)

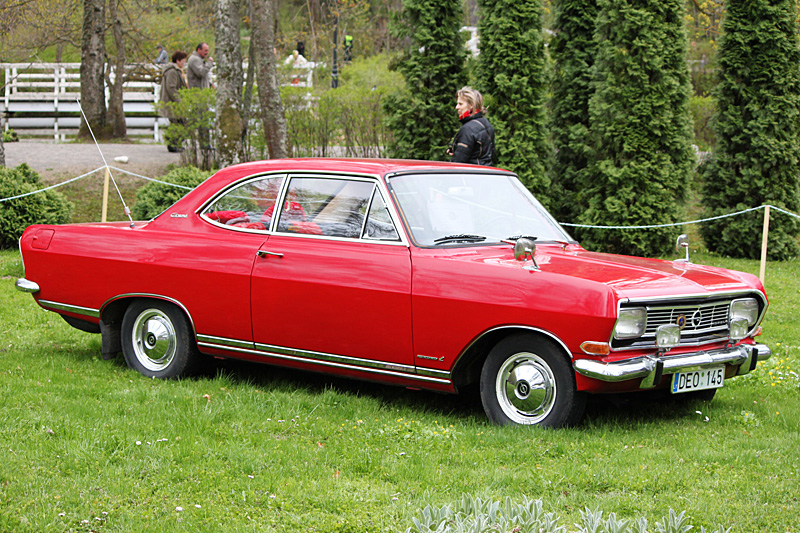
Opel Rekord B Coupe (1965-1966)

Зовні Rekord B мало відрізнявся від Rekord A, переживши лише невеликий рестайлінг, що переважно зводився до оформлення кінцівки кузова; однак, саме це покоління вперше отримало нові верхньовальні двигуни — 1500, 1700 S і 1900 S — потужністю відповідно 60, 75 і 90 к.с.

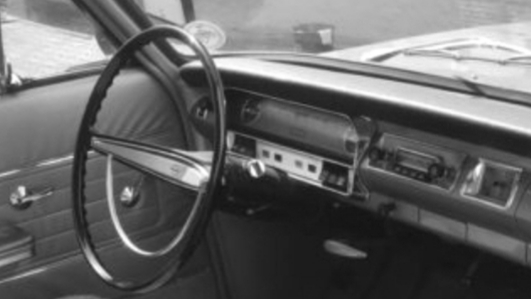

Модифікації цих моторів будуть встановлюватися на всі «Рекорди» до самого припинення виробництва в 1986 році. Шестициліндровий двигун змін не зазнав, лінійка модифікацій так само залишилася незмінною.
У ФРН автомобіль коштував від 6,980 до 9,570 марок; з опцій пропонувалися: підсилювач гальм: +DM 95, автоматична коробка передач: +DM 950; чотириступінчаста механічна коробка передач: +DM 95. Було випущено 296,771 примірників.

## Rekord C (1966-1972)

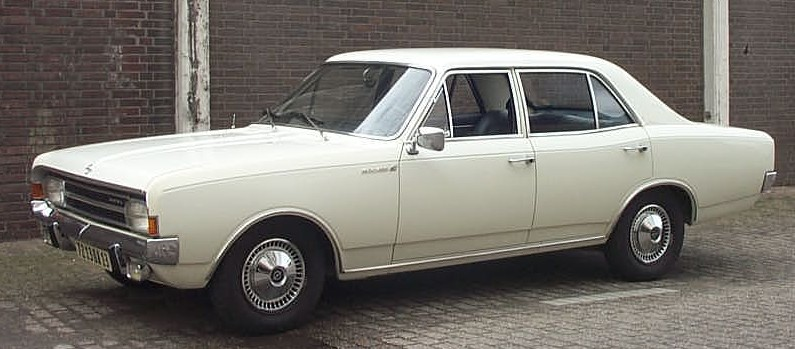
Opel Rekord C (1966-1972)

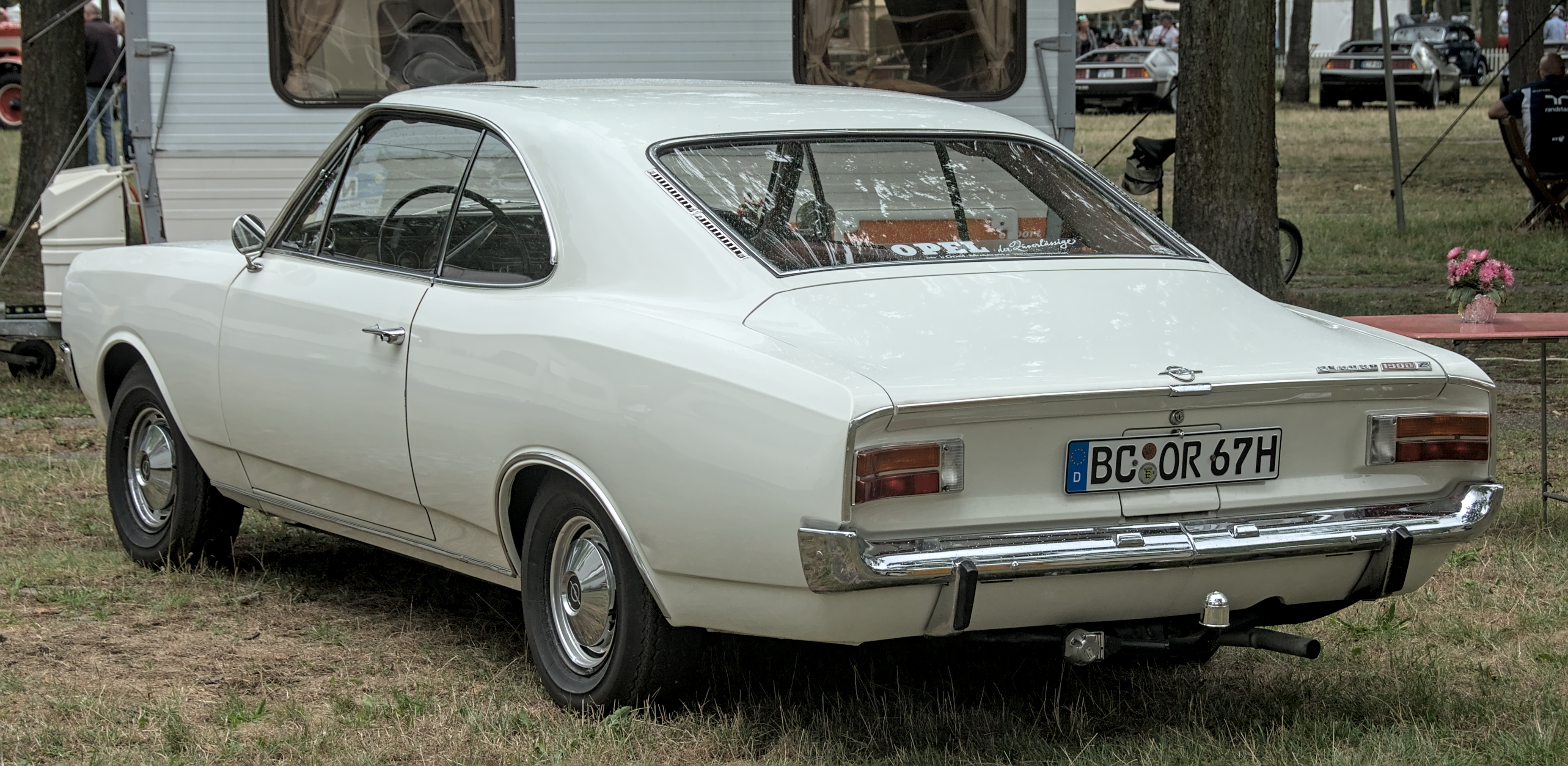
Opel Rekord C Coupé

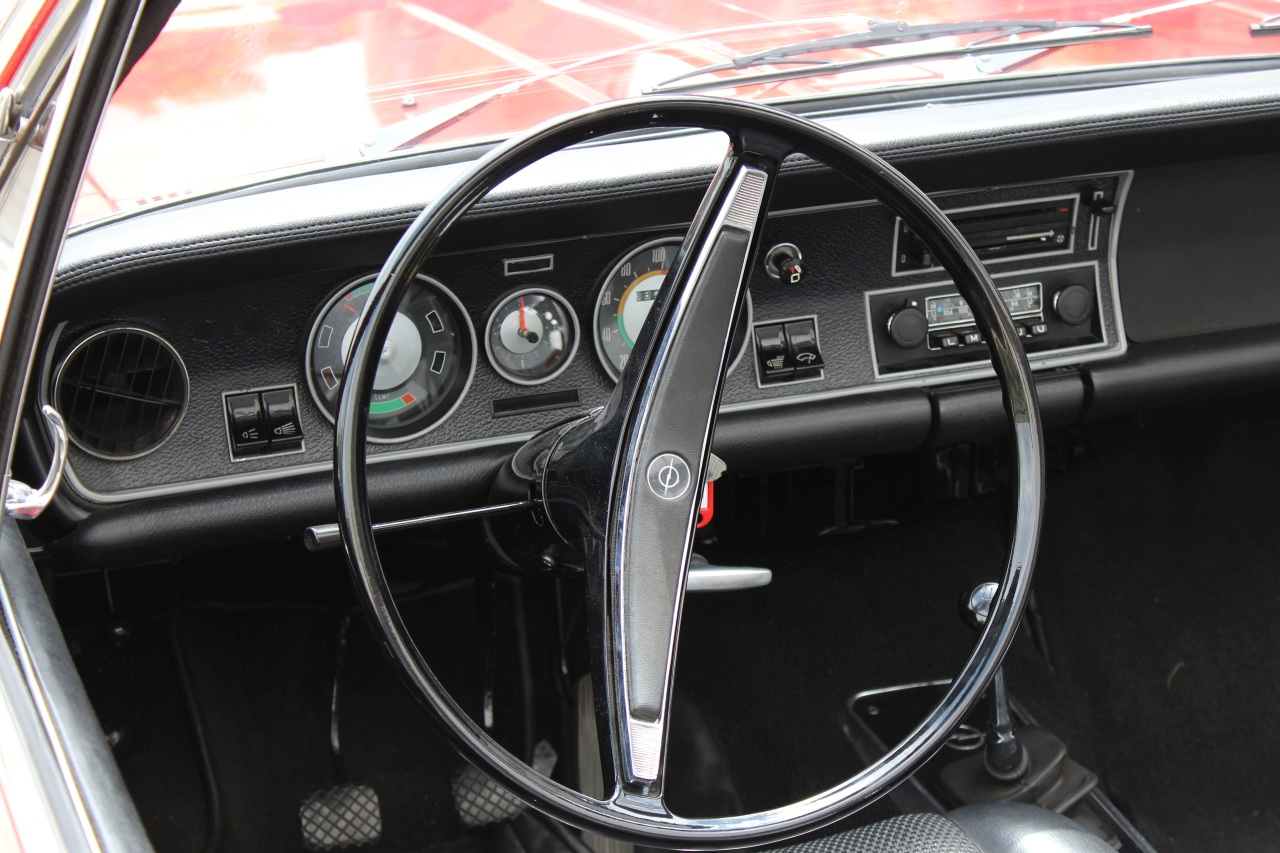

Rekord C отримав новий кузов. У модельний ряд був доданий чотиридверний універсал. Лінійка двигунів включала в себе мотори 1500, 1700, 1700 S, 1900 і (до 1968 року) шестициліндровий 2200 S. Тільки 1967 року випускалася спеціальна модифікація таксі з подовженою колісною базою. Крім того, ательє Karl Deutsch знову пропонувало малосерійний кабріолет.
П'яте покоління було найбільш комерційно успішним за всю історію марки — 1,276,681 проданий примірник. Покупців залучали надійність, просторий салон і стильний дизайн в американському дусі.
З'явилася спортивна модифікація Rekord Sprint, вона мала ексклюзивний двигун 1900 H (два двокамерних карбюратора, 106 к.с.), розганяється її до 174 км/год.
З 1967 року на базі Rekord C випускався Opel Commodore A з кузовами двох- і чотиридверний седан і хардтоп-купе, що оснащувався шестициліндровими двигунами в 2,2 і 2,5 літра.
У Бразилії автомобіль випускався під маркою Chevrolet Opala і Comodoro, але оснащувався американськими шестициліндровими двигунами виробництва Chevrolet об'ємом 2,5 і 4,1 літра. З кількома рестайлінг ця модель випускалася в Бразилії до 1992 року.
У 1970-і роки Rekord C випускався в ПАР під позначенням Ranger, а купе - Chevrolet SS.
В Антверпені (Бельгія) Rekord C випускався під позначенням Ranger для європейського ринку. Ця модель відрізнялася четирёхфарной системою головного освітлення. Модельний ряд включав модифікації Ranger 130 і Ranger 153. У 1970 році до них додалися Ranger 1900 і Ranger 2500, а також спортивний варіант SS на базі Ranger 153.
У ФРН автомобіль коштував від 7,630 до 9,560 марок; Rekord Sprint - в 1967 році 9,775 марок.

## Rekord D (1971-1977)

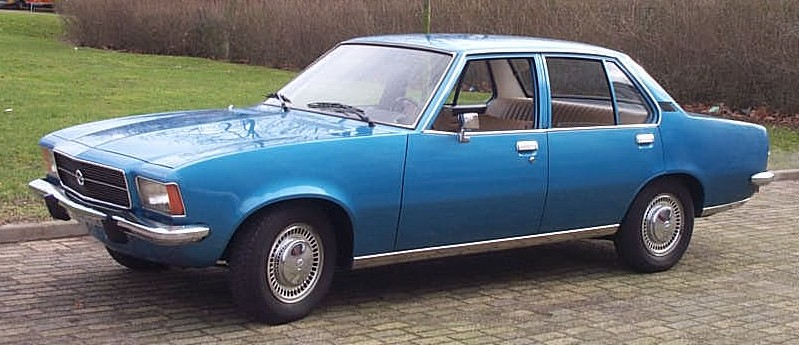
Opel Rekord D (1971-1977)

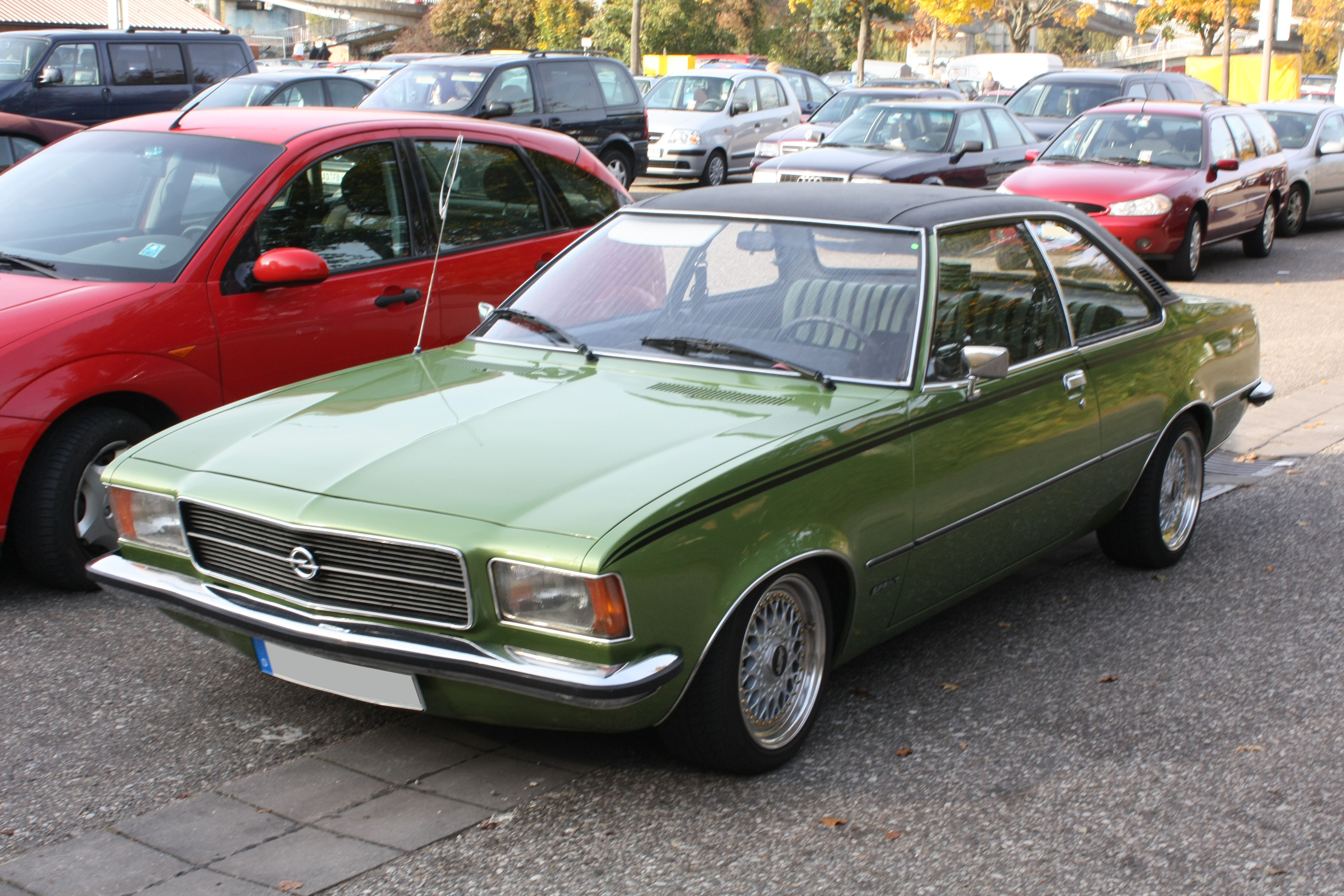
Opel Rekord D Coupé

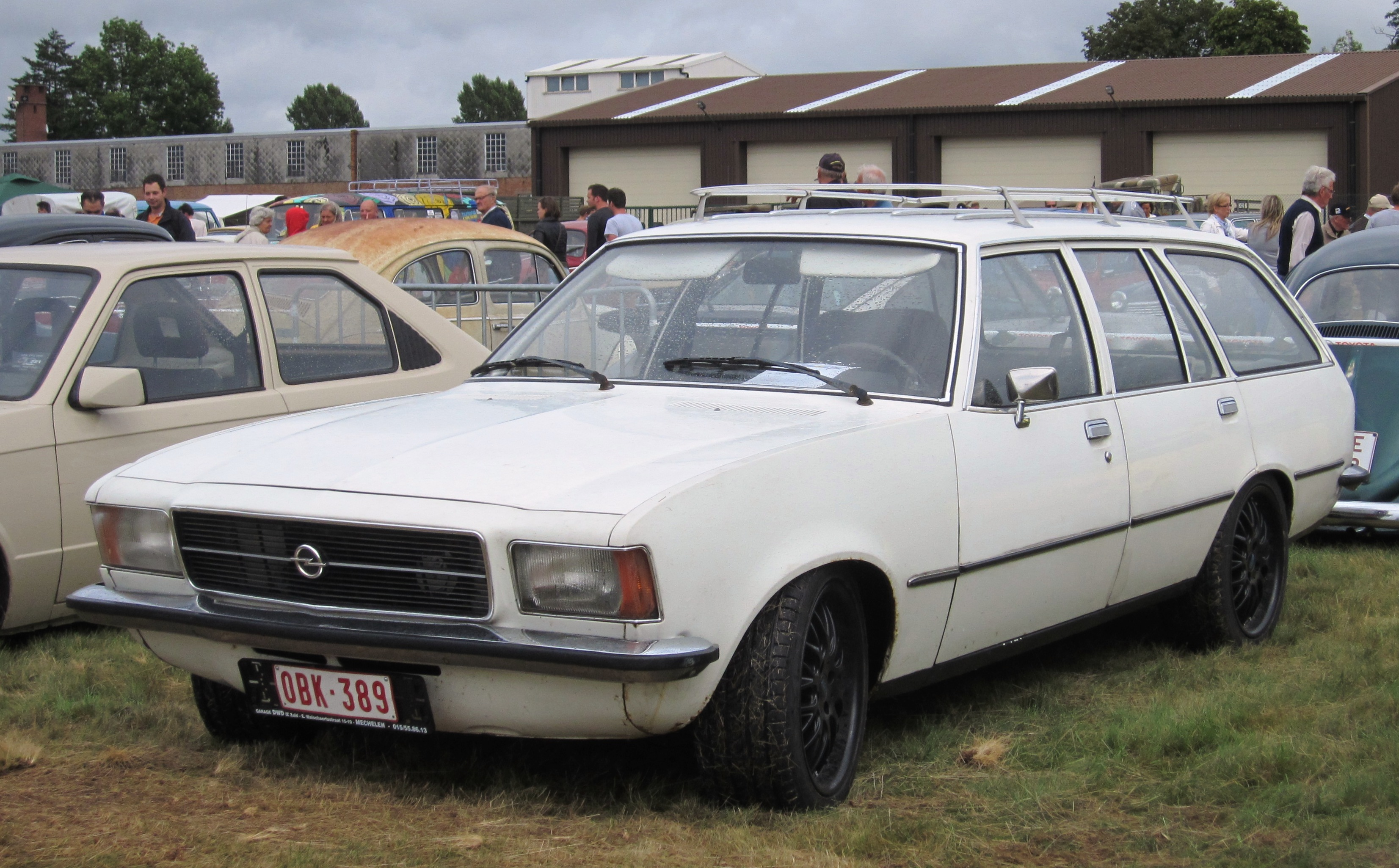
Opel Rekord D Caravan

Це покоління, в рекламі позначене як Rekord II, було крупніше від попередніх і забезпечувалося більш потужними двигунами — 1698, 1897 і 2068 см³ (всі чотирициліндрові, верхнєвальні). Так само використовувався 2,1-літровий дизель (пізніше 2,0 л). Шестициліндрові модифікації були повністю винесені в окрему модель, Opel Commodore B. Стандартною трансмісією була механічна чотириступінчаста, важіль перемикання міг розміщуватися як на підлозі, так і на рульовій колонці. Опціонально пропонувалася АКПП моделі TH-180. Лінійка кузовів зводилася до двох- і чотирьохдверних седанів, універсалу і купе. Комплектації пропонувалися: базова, L, Berlina, дизельні модифікації мали позначення Diesel.
У Бельгії автомобіль випускався як Ranger 1700, 1900 і топовий Ranger 2500. У 1974 році на бельгійських моделях з'явився і 2,8-літровий двигун. Однак, попитом сімейство Ranger не користувалося, і в 1976 році виробництво було припинено.
У ПАР в цьому кузові випускали автомобілі Chevrolet 2500, 3 800 і 4 100, останні два двигуни були рядними шестициліндровими, а автомобілі з ними мали чотири круглі фари замість двох прямокутних.
Всього випущено 1,116,088 автомобілів.

### Двигуни
- 1,698 л 17N/S I4
- 1,897 л 19N/S I4
- 1,979 л 20S I4 (з 1975)
- 2,068 л diesel I4 (з 1972)

## Rekord E (1977-1986)

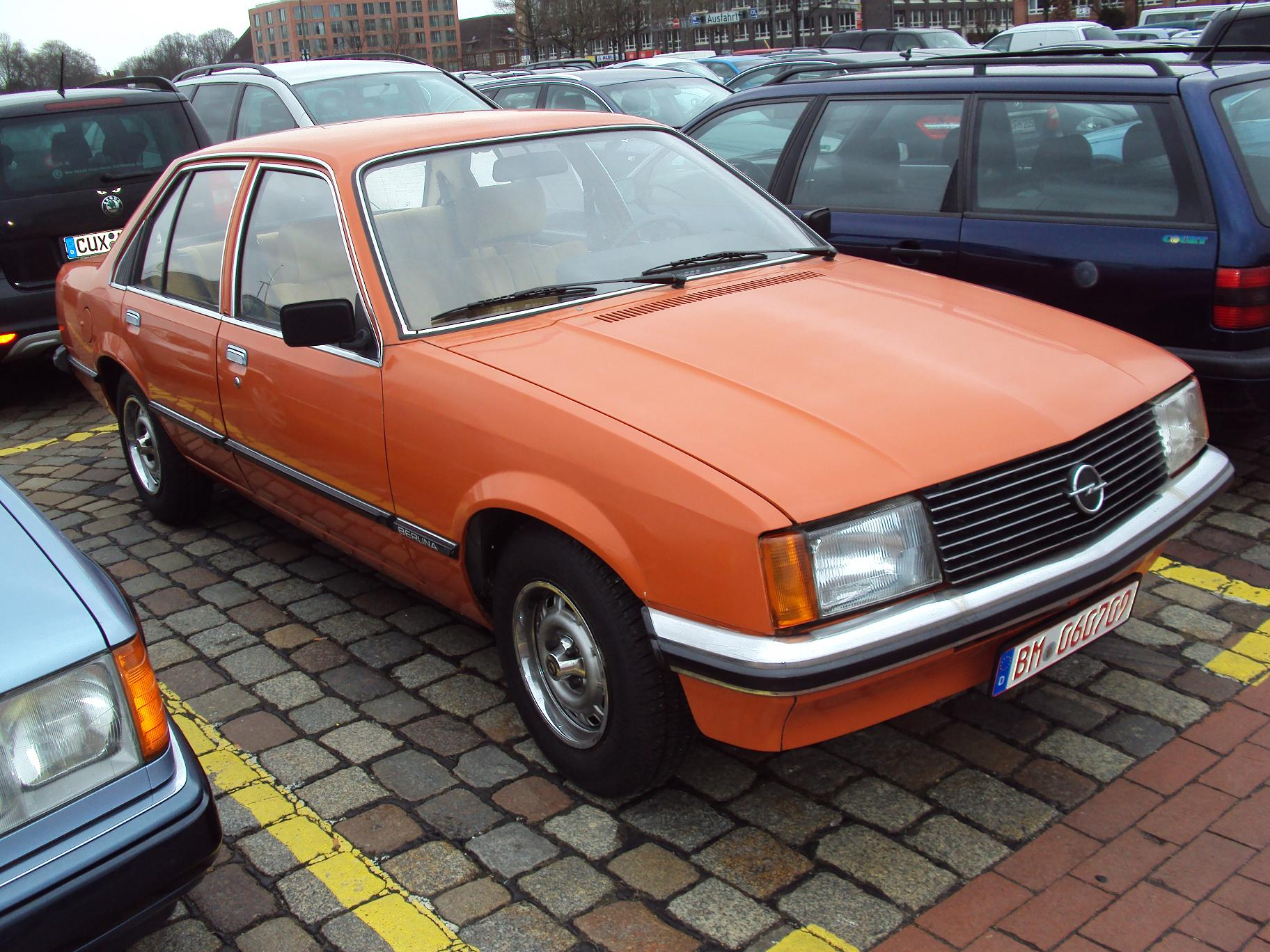
Opel Rekord E1 (1977-1982)

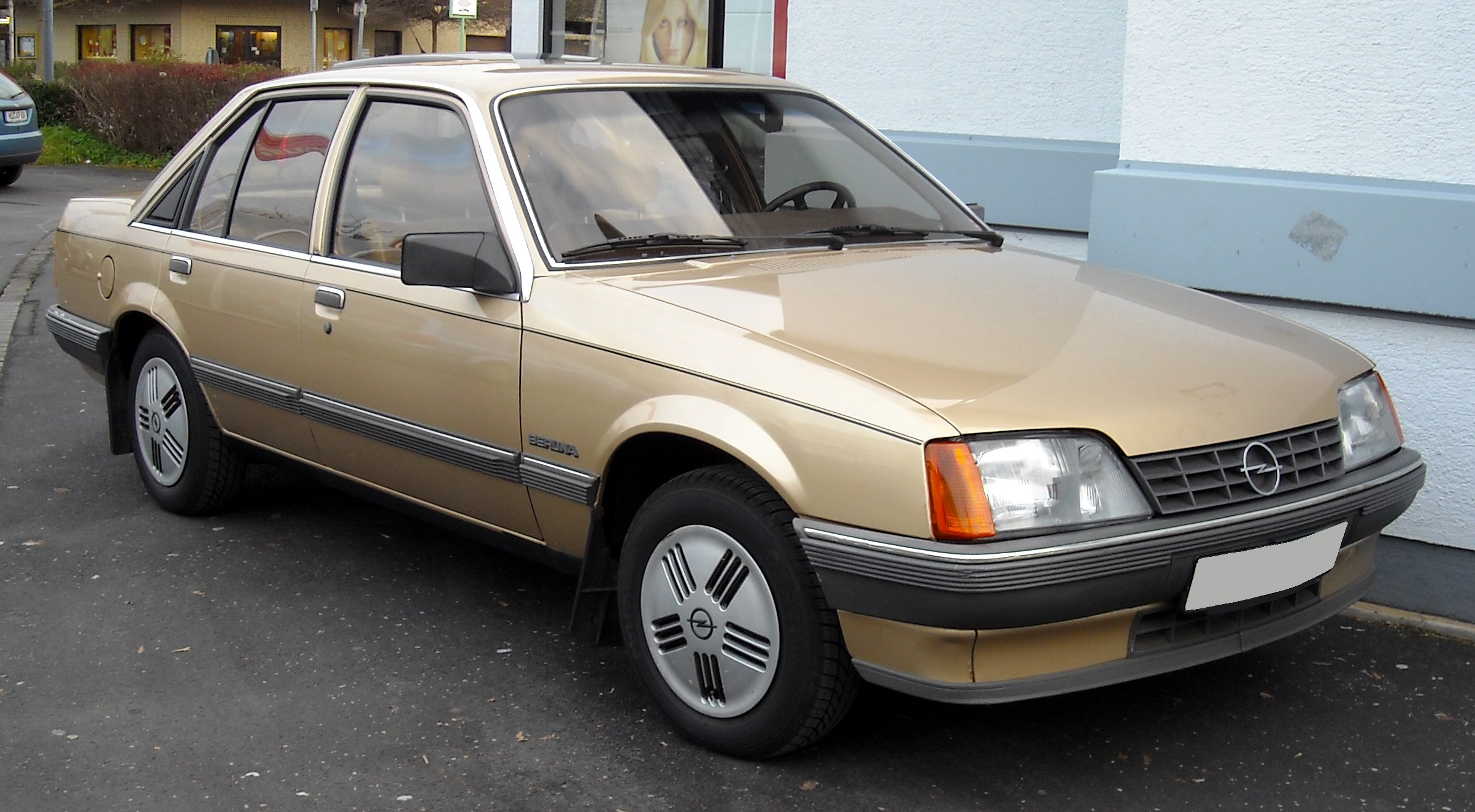
Opel Rekord E2 (1982-1986)

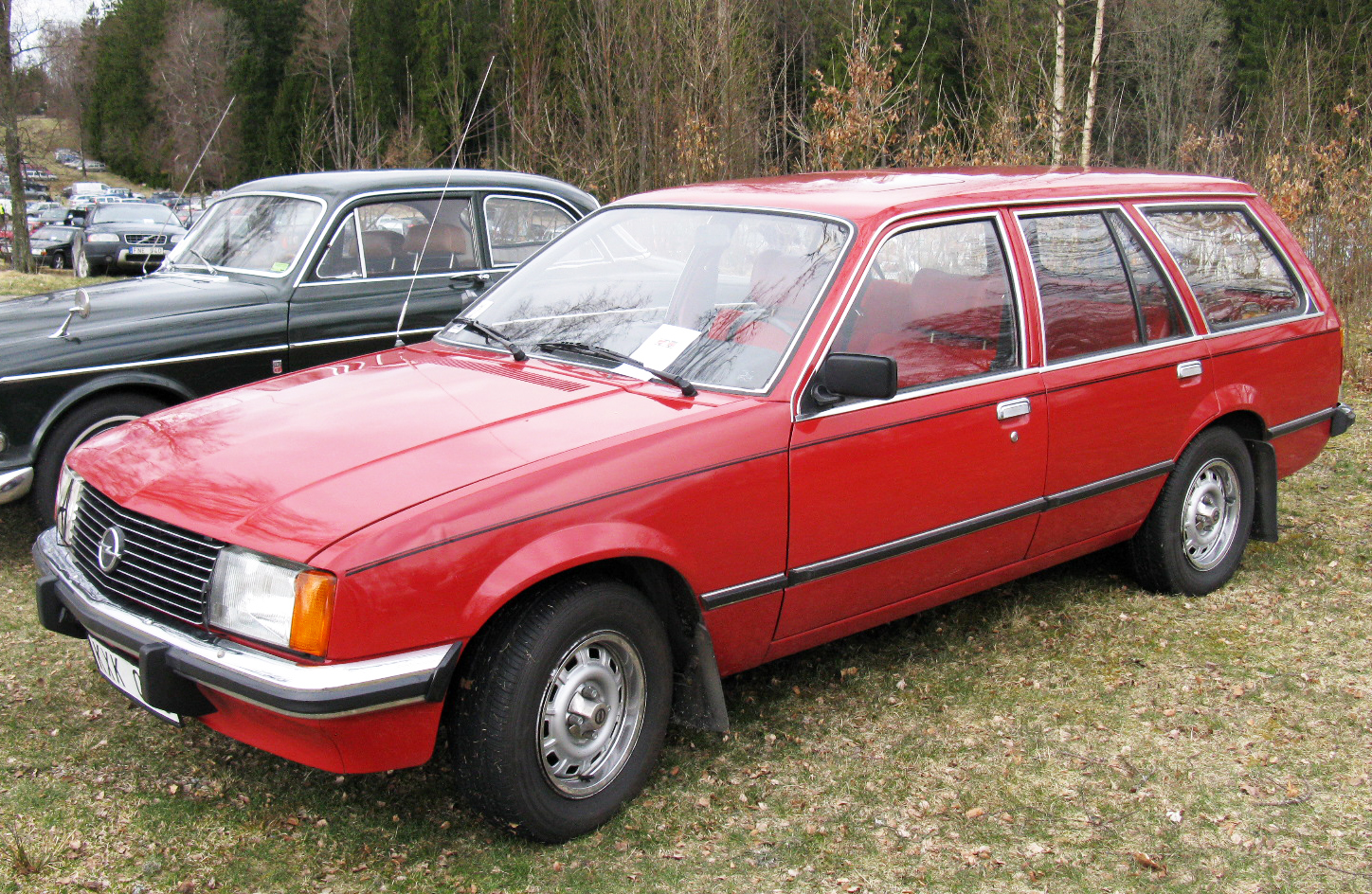
Opel Rekord E Caravan

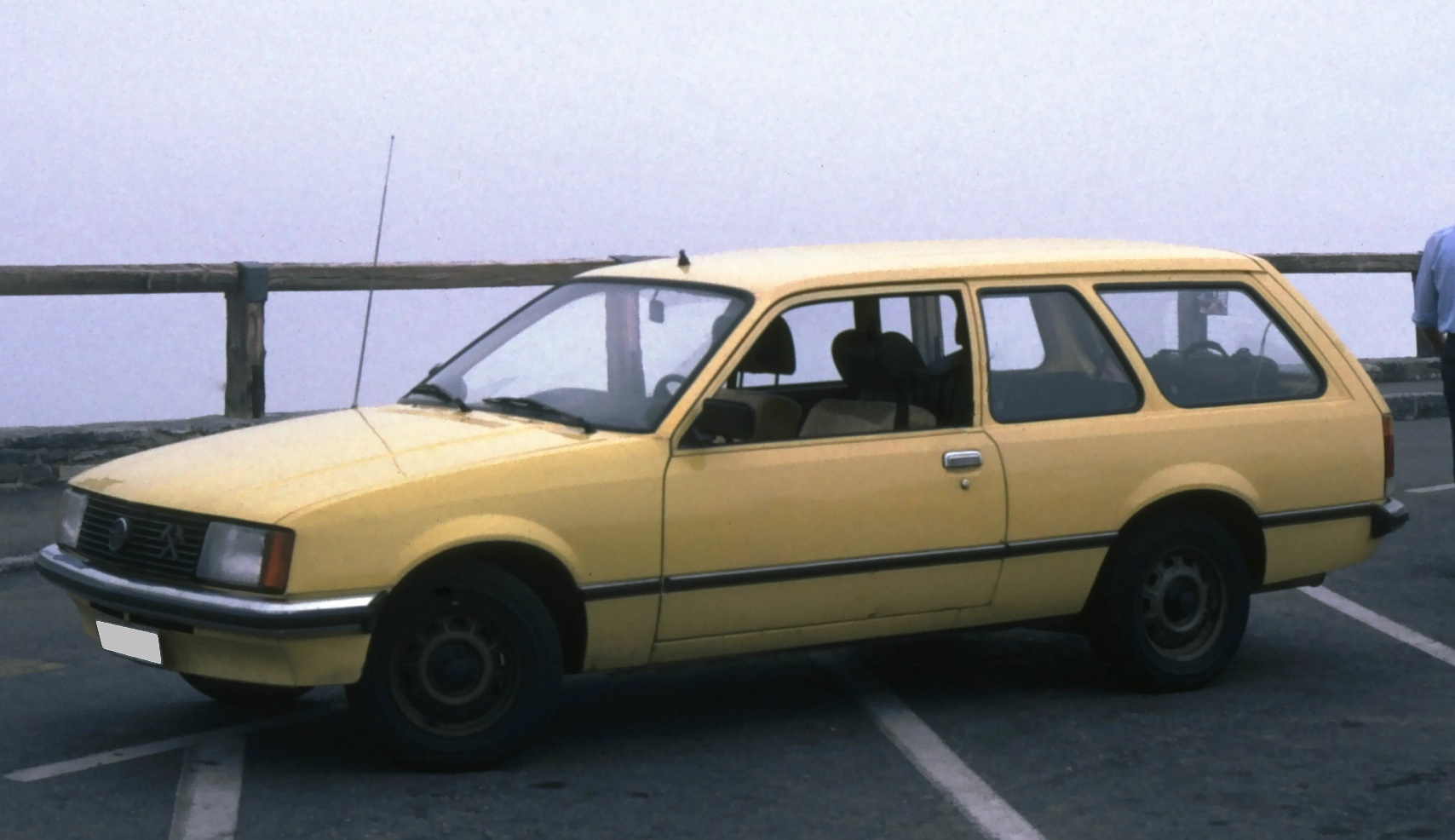
Opel Rekord E Caravan

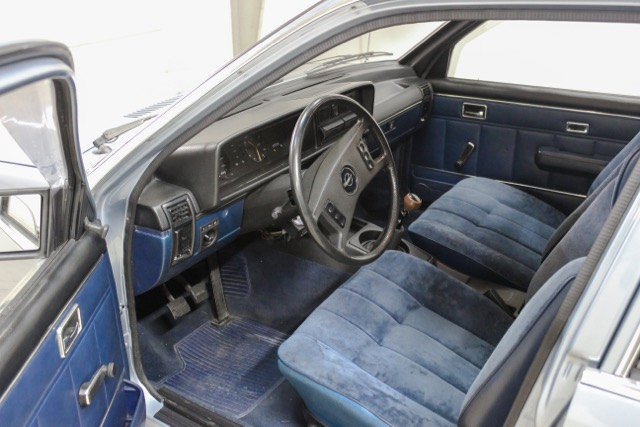

Rekord E випускався з 1977 по 1982 рік і після модернізації з 1982 по 1986, відповідно, розрізняють дорестайлінговий Rekord E1 і пост-рестайлінговий Е2. Всього випущено 962,218 автомобілів. 
Двигуни мали робочий об'єм 1979 і 2260 см³. Пропонувалися чотириступінчаста механічна або триступенева автоматична трансмісії.
В Австралії на базі подовженого кузова цього покоління був в 1978 році створено автомобіль Holden Commodore VB, на нього встановлювалися двигуни Р6 і V8. 
У Південній Кореї автомобіль випускався як Daewoo Royale з дещо зміненим дизайном передка. Пізніше на його ж платформі була створена модель Daewoo Prince/Daewoo Super Salon, що випускалася до кінця дев'яностих років. 
У ПАР автомобіль випускався до 1982 року під маркою Chevrolet, пізніше як Opel. Там Rekord E2 виробляли до початку 1990-х років.

### Двигуни
Opel Rekord E1
Бензинові:
- 1,698 л I4 (до 1980)
- 1,897 л I4
- 1,979 л I4

Дизельні:
- 1,998 л I4 (Італія і Бельгія)
- 2,068 л I4 (до 1978)
- 2,260 л I4 (з 1978)

Opel Rekord E2
- 1,796 л 18N/18S/C18NV I4
- 1,979 л 20S/20E I4
- 2,197 л 22E I4
- 2,260 л 23D diesel I4